# 荷蘭的瑪麗安娜公主
瑪麗安娜公主（荷蘭語：Wilhelmina Frederica Louisa Charlotte Marianne，1810年5月9日—1883年5月29日），荷蘭國王威廉一世的次女。

## 家庭
1830年，瑪麗安娜與表哥阿爾布雷希特結婚，兩人共有1子3女：
- 夏洛特公主（1831年—1855年），薩克森-邁寧根公爵博恩哈德三世的母親
- 阿爾布雷希特王子（1837年—1906年），不倫瑞克公國攝政
- 伊莉莎白公主（1840年—1840年），夭折
- 亞歷山德琳（1842年—1906年）

由於丈夫對她不忠誠，兩人最終於1849年離婚。